# Thas (Einheit)
Thas war ein Längenmaß in der birmanischen Provinz Pegu. 
- 1 Thas = 1512 Pariser Linien = 3 2/5 Meter